# 熊谷皇紀
熊谷 皇紀（くまがえ たかのり、1978年5月31日 - ）は、日本の元ラグビー選手。現在ジャパンラグビーリーグワンNECグリーンロケッツ東葛GM補佐を務めている。

## プロフィール
- 福岡県出身。
- 現役時代のポジションはロック(LO)。
- 日本代表通算キャップ数は26。
- 元バレーボール選手の宇佐美大輔（元全日本男子）はNECの同期。
- 193 cm・103kgの長身を生かしたラインアウトを得意とした。

## 来歴
東福岡高校で花園に出場し、高校日本代表に選出。スコットランド遠征に参加した。
法政大学進学後もU-21代表に選ばれ、4年次には大学選手権準優勝に貢献するなど活躍を続ける。
卒業後NECに入社。日本選手権初優勝やマイクロソフトカップ初代王座などタイトルを獲得する。
日本代表として、2007年のワールドカップメンバーにも選ばれる。2011-2012シーズン限りで引退、チームスタッフとなった。
2021年、NECグリーンロケッツ東葛のGM補佐に役職変更。